# Миле Каралеев
Михаил (Миле) Миков Каралеев е обществен деец от Западните покрайнини. Народен представител от III и IV велико народно събрание. Кмет на Цариброд. Председател на „Царибродско бежанско дружество Нишава“.

## Биография

### Ранни години
Учи в гимназия в гр. Пирот.
След Освобождението става войник с 4-ти редовен набор. Служи като артилерист в Самоков, но като по-образован и грамотен го изпращат да следва.
В Шумен той следва ветеринарна школа от 1881 до 1883 г.
През 1884 г. е назначен за Трънски окръжен ветеринарен фелдшер.
През 1885 г. е награден с Орден за заслуга за участие в комисии за емлячни оценки.

### Народен представител
През 1886 г. след абдикацията на княз Александър I Батенберг от 26 август, влиза в политиката на страната на Стефан Стамболов, на чиито идеи остава верен до края на живота си.
Благодарение на своите лични качества и грижи за народа, Царибродското население не скрива своите симпатии към него. При провеждането на избори за III велико народно събрание (10.1886 – 08.1887) за избор на нов княз, той бива единодушно избран. Това е и неговият пръв избор.
Оттогава почти до 1920 г., Миле Каролеев се избира на няколко пъти като народен представител от Царибродска околия, участвайки и в IV велико народно събрание (3 май 1893 – 17 май 1893).
Миле Каролеев е и личен приятел на Стамболов. Около 1894 – 1895 г. когато кипежът срещу Стамболов взима опасни размери, той предупреждава своя любим водач за опасността, на което Стамболов отвръща:
„Аз преживях турският ятаган, ако е рекъл Господ ще умра от нашенска ръка“.
И след смъртта на Стамболов, която Миле Каролеев понася с болка, той не се откъсва от обществения живот.

### Дейност в Цариброд
На няколко пъти Михаил Каролеев става кмет на Цариброд, околийски началник на Свищов, Враца, Новоселска околия Варненско и Софийски окръжен съветник.
Като кмет на Цариброд провежда голяма строителна дейност за прокарване на улици, построяване на чешми, украса на града.

#### Отваряне на гимназия в Цариброд
През 1913 – 1914 г. авторитетна градска комисия има задача да посети София-Министерство на просветата и аргументирано да поиска отварянето на „първи разред гимназия в Цариброд“. Комисията се води от Георги поп Николов и заедно с тогавашния народен представител в 17-о българско народно събрание Михаил Каралеев. Това става и 1914/1915 в Цариброд е отворена "първи разред гимназия с 69 ученика и име „Царибродска непълна смесена гимназия“. През 1919 г. синът му Милчо Каралеев издава в Цариброд седмичното хумористично издание „Клопатарь“, от което са излезли 8 броя.

### След откъсването на Западните покрайнини от България

#### Царибродско бежанско дружество – Нишава
Нещастният край на Първата световна война му донася нова скръб заради откъсването на Царибродско от Царство България и последвалото го предаване на сърбите през 1919 г., но той не се поддава на отчаянието обзело мнозина. Миле Каралеев ободрява бягащото население и сам последен напуска: „Ние не можем да станем сърби, нам ни е мила народността...“ заявява той на въпросите на мнозина „защо не си стоят по домовете, па макар и под Сръбско“. На 6 ноември 1920 г. новосъздането Кралство на сърби, хървати и словенци (КСХС) окупира Западните покрайнни. Царибродската емиграция веднага се организира и още на 14 ноември 1920 г. 500 души от Цариброд и околията създават в София "Царибродско бежанско дружество – Нишава" с председател Михаил Каралеев. Той отклонява желанието на някои отчаяни бежанци да се заселят в с. Дъбник, Плевенско и става причина да се съдаде тогавашния Царибродски квартал.
За решаването на сложните бежански въпроси като член на „Върховния комитет на бежанците“ на 9 май 1924 г. заедно с Емануил Попдимитров, Петър Еленков и Христо Бързовски се срещат с председателя на Народното събрание и настояват за решаването им, факт довел на 5 юли 1924 г. да се приеме от Народното събрание „Изменение и допълнение на Закона за бежанците и увеличение на кредита до 50 000 лв.“.
На 8 ноември 1924 г. на Димитровден в София започва Учредителен конгрес и е създадена „Организация на Западните покрайнини“. Заседанията на конгреса се ръководят от шестчленно бюро с председател Йордан Захариев от Босилеград и подпредседател Миле Каролеев от Цариброд.

#### Подофицерско дружество „Гургулят“
На 7 октомври 1924 г. взима участие и в Първия редовен конгрес на бежанците провел се при участието на над 100 делегати в салона на зап. подофицерско дружество „Гургулят“, където се приема резолюция за създаване на Дирекция на бежанците, за да се ускори оземляването и предоставяне на кредити на нуждаещите се.

### Последни години
Макар и в напреднала възраст интереса му към политическия живот не го напуска, и той търпи упрека на своя по-млад дугар Христо Статев че трябва да си почине, на което Миле отговаря: „Нищо, така си спомням някогашните мои борби. Искам още да бъда полезен.“
Но с мъката по заробения Цариброд и напредналите години, Михаил Каралеев склопява очи в началото на 1931 г. в София, оплакан от всички царибродчани и свои политически другари.